# Tour della nazionale maschile di rugby a 15 della Scozia 2008
Tra le edizioni della Coppa del Mondo di rugby del 2007 e del 2011, la nazionale scozzese di rugby a 15 si è recata alcune volte in tour. Tali tour si svolgono di solito nel mese di giugno e sono il momento in cui vengono sperimentati nuovi giocatori in vista degli impegni ufficiali, come ad esempio i mondiali del 2011.
Questi eventi sono anche il momento in cui si vivono delle sfide tradizionali. Talvolta il match in sé è più importante di un torneo ufficiale. È il caso degli incontri tra Scozia ed Argentina. I "Pumas" sono le vere "bestie nere" per gli scozzesi.
Nel 2008, la Scozia, dopo una sconfitta nel primo equilibrato test, vendica l'eliminazione nei quarti del mondiale 2007, battendo l'Argentina nel secondo test.
Va detto che i "Pumas" erano privi di molti giocatori impegnati nelle finali del campionato francese e quindi erano giocoforza in campo con una squadra sperimentale e assai rinnovata, dopo l'abbandono dei giocatori più anziani al termine del mondiale.

## Risultati
| Arbitro: | Alan Lewis |

| |            | |
| 22' meta Tejeda tr. Todeschini (7-3) 19' c.p Todeschini (10-3) 56' 74' c.p Todeschini (16-15) 80' meta Tiesi (21-15) | Marcatori  | (0-3) 3' c.p. Paterson (10-15) 24' 34' 42' 47' c.p. Paterson |
| 15.Bernardo Stortoni 14.Jose Nunez Piossek, 11.Tomas de Vedia 13.Gonzalo Tiesi, 12.Felipe Contepomi (cap.) 10.Federico Todeschini, 9.Nicolas Vergallo 8.JM Leguizamon, 7.JM fernandez Lobbe, 6.M.Durand 5.Esteban Lozada, 4.Ignacio Fernández Lobbe 3.S.Gonzales Bonorino, 2.A.Tejeda, 1.M.Ayerza sostituti: 16.Pablo Gambarini,17.Juan Gomez 19.Alejandro Campos,19.Alejandro Campos Non entrati : 18.James Stuart,20.Alfredo Lalanne 21.Santiago Fernandez,22.Hernán Senillosa | Formazioni | 15.Chris Paterson 14.Simon Danielli, 11.Thom Evans 13.Ben Cairns, 12.Graeme Morrison 10.Dan Parks, 9.Mike Blair (cap.) 8.Johnnie Beattie, 7.Ally Hogg, 6.A.Strokosch 5.Scott Macleod, 4.Matt Mustchin 3.E.Murray, 2.R.Ford, 1.A.Jacobsen sostituti: 17.Alasdair Dickinson,18.Alastair Kellock 19.Kelly Brown,20.Rory Lawson 22.Simon Webster Non entrati : 16.Dougie Hall,21.Phil Godman |

| Arbitro: | Alain Rolland |

| |            | |
| mete: Agulla, C Fernandez Lobbe trasf.: Todeschini (2) | Marcatori  | mete: Ford, Morrison trasf.: Paterson (2) c.p.: Paterson (4) |
| 15.Bernardo Stortoni 14.Lucas Borges, 11.Horacio Agulla 13.Gonzalo Tiesi, 12.Felipe Contepomi (cap.) 10.Federico Todeschini, 9.Nicolas Vergallo 8.JM Leguizamon, 7.JM Fernandez Lobbe, 6.M.Durand 5.Esteban Lozada, 4.Ignacio Fernández Lobbe 3.S Gonzalez Bonorino, 2.A.Tejeda, 1.M.Ayerza sostituti: 17.Juan Gomez,18.James Stuart 19.Alvaro Galindo,21.Federico Aramburu 22.Federico Serra Mirás Non entrati : 16.Pablo Gambarini,20.Alfredo Lalanne | Formazioni | 15.Hugo Southwell 14.Simon Webster, 11.Chris Paterson 13.Ben Cairns, 12.Graeme Morrison 10.Phil Godman, 9.Mike Blair(cap.) 8.A.Hogg, 7.J.Barclay, 6.A.Strokosch 5.Scott Macleod, 4.Matt Mustchin 3.E.Murray, 2.R.Ford, 1.A.Jacobsen sostituti: 16.Dougie Hall,17.Alasdair Dickinson 18.Alastair Kellock,19.Kelly Brown 20.Rory Lawson,21.Dan Parks 22.Nick de Luca |